# Ole Berendt Suhr
Pour les articles homonymes, voir Suhr (homonymie).
Ole Berendt Suhr, né le 3 mai 1813 à Nyborg et mort le 6 octobre 1875, est un marchand, investisseur, propriétaire foncier et philanthrope danois.

## Enfance et éducation
Old Berendt Suhr naît à Nyborg où son père nommé comme lui est commerçant et sa mère Laurine Marie Müller (1795-1876) est la fille du riche commerçant Rasmus Møller. 
Suhr déménage à Copenhague où il étudie la théologie à l'Université de Copenhague de 1832 à 1838 tout en suivant une formation de marchand dans la maison de commerce familiale J. P. Suhr & Søn, dirigée par son oncle Johannes Theodorus Suhr. Il gagne rapidement le respect de son oncle et il est donc décidé qu'il allait plus tard reprendre l'entreprise. 

## Carrière
Le 1er janvier 1856, Ole Berendt Suhr reprend J. P. Suhr & Søn, succédant à son oncle qui reste actif dans l'entreprise pendant encore quelques années. La transaction est financée en partie par un prêt bon marché de Den Suhrske Stiftelse. Le commerce du charbon reste la principale activité de l'entreprise, mais à partir de 1867, il exploite également une entreprise de coke et de cendre à Christiansholm
En 1856, Suhr entame une collaboration avec Carl Frederik Tietgen, âgé de 26 ans, qui vient d'ouvrir une maison de commerce à Gammeltorv après son retour d'Angleterre. Ils partagent un intérêt pour la cryolite du Groenland. En 1857, ils sont tous deux cofondateurs de la banque Privatbanken où Tietgen a été directeur de banque et Suhr devient vice-président du conseil d'administration. Suhr est également cofondateur et membre du conseil d'administration des compagnies de téléphone que Tietgen a fondées dans les années 1860 et qui ont ensuite fusionné pour former la Great Northern Telephone Company. Il est également cofondateur et membre du conseil d'administration de Det Forenede Dampskibs-Selskab en 1866 et de De Danske Sukkerfabrikker en 1872. 

## Propriété
En 1868, Suhr achète du gouvernement le vaste district forestier de Petersgaard près de Vordingborg, pour 580 000 rigsdaler danois. Deux ans plus tard, il achète également le domaine Petersgaard pour 245 000 rigsdaler au fils d'un de ses anciens associés. 
Il est membre professionnel de sø- og handelsretten de 1861 à 1877. En 1864, il devient membre du comité pour la participation du Danemark aux Expositions universelles de Paris en 1867 et de Vienne en 1873. 

## Vie personnelle et héritage

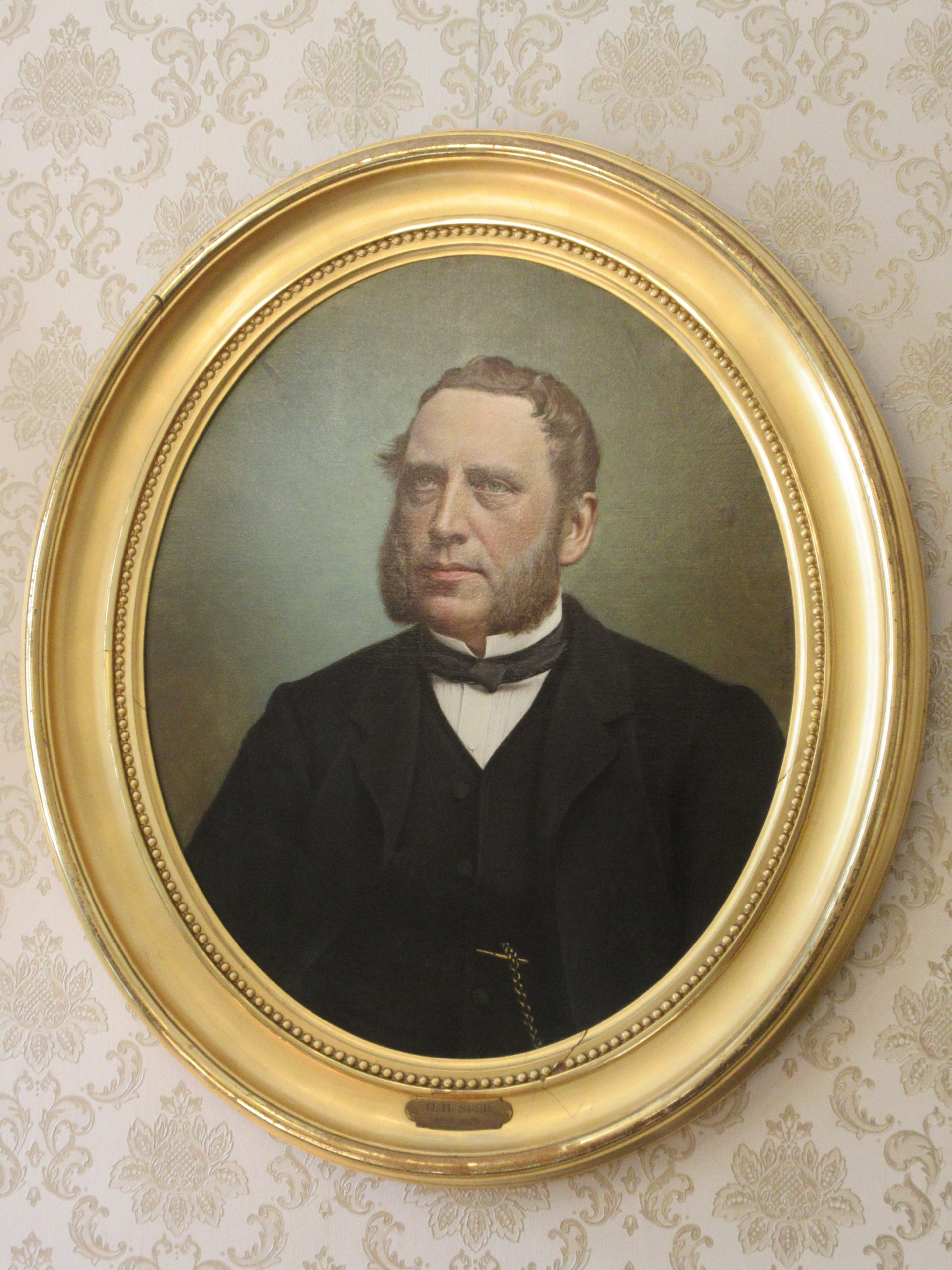
Peinture de O. B. Suhr par Carl Bloch exposée à la Maison Heering à Copenhague.

Suhr épouse Ida Marie Bech (11 avril 1825 - 8 août 1897) le 20 septembre 1847. Elle est la fille de Jørgen Peter Bech (1782-1846) et d'Ellen Sophie Magdalene Bech née Meyer (1784-1846). 
En 1873, Suhr est frappée d'un choc apoplectique. Sa veuve devient l'unique propriétaire de l'entreprise après sa mort en 1875, mais leur gendre Andreas Julius Lauritz Holmblad (1852-1896) et son associé de longue date Svend Wilhelm Isberg (1820-95) deviennent associés de l'entreprise en 1877. La société est dissoute le 22 novembre 1999. 
Le testament de Suhr laisse un montant pour les caisses d’assurance maladie de Nyborg et Kalvehave ainsi que 60.000 rigsdaler pour un bâtiment avec logement pour les commerçants nécessiteux et leurs veuves. De Suhrske Friboliger est ensuite construit à Valdemarsgade à Vesterbro. 